# Maceo Casadei
Maceo Casadei (Forlì, 1899 – 1992) è stato un pittore italiano, considerato «tra i principali continuatori della tradizione figurativa ottocentesca in ambito romagnolo».

## Biografia
Artista di scuola forlivese, si dedica alla pittura presso il pittore Giovanni Marchini, a Forlì. Quando la famiglia, per motivi di lavoro, si trasferisce in Francia, può frequentare l'Accademia libera del nudo di Lione. Qui intrattiene rapporti con un altro artista forlivese, Pietro Angelini, di cui diviene collaboratore di bottega. 

Durante la prima guerra mondiale, viene arruolato e mandato al fronte (è uno dei "Ragazzi del '99"). Nel 1917, dipinge l'opera intitolata Ritirata di Caporetto, oggi nelle collezioni della Cassa dei Risparmi di Forlì e della Romagna.
Dopo la guerra, si sposta spesso tra Lione e Forlì. Lavora come fotografo e come esecutore di scene di teatro, di ornati e di fregi murali. Aderisce al Cenacolo Artistico Forlivese. 

Nel 1934 si trasferisce a Roma, dove risiede fino al 1944. Da subito lavora per l'Istituto Luce sia occupandosi di trucchi cinematografici sia progettando vari padiglioni fieristici. Nel 1937, il Ministero dell'Educazione Nazionale acquista alcune sue opere, che vengono poi esposte alla Galleria d’Arte Moderna di Roma. 

Nel corso della Seconda Guerra Mondiale opera come inviato al fronte (1941-1943), realizzando migliaia di fotografie e oltre quattrocento fra disegni e dipinti, detti Impressioni di guerra: nel 1942, una selezione di queste opere viene esposta alla Galleria Il Milione di Milano.
Tra il 1946 e il 1947 è a Venezia. Negli anni Cinquanta, rientra a Forlì, dove apre nuovamente bottega. Per la Chiesa dei Santi Sette Fondatori, in Roma, Chiesa appartenente all'ordine dei Servi di Maria realizza nel 1959 l'affresco La Visione della Madonna ai Santi Sette Fondatori. Nel 1968 dona alla Pinacoteca civica di Forlì oltre 150 opere di vario genere: dipinti, acquerelli, disegni.
Muore nel 1992, lasciando influenza su pittori come Gino Mandolesi e Gianna Nardi Spada".

## Opere esposte
- A Cervia, all'interno del Palazzo Comunale, si trova una mostra permanente di opere di Maceo Casadei.

## Mostre postume
- Maceo Casadei (1899 - 1992) dalla collezione Tosello, a Cento, alla Rocca, nel 2009[5]
- Maceo Casadei. Natura e sentimento, a Fusignano, al Museo Civico, nel 2013[6].
- Maceo Casadei (1899-1992). Arte in trincea, a Forlì, al Palazzo Romagnoli, dal 20 dicembre 2014 al 31 maggio 2015[7].